# تادی شیسوسکی
تادی شیسوسکی (انگلیسی: Thadée Cisowski؛ ۱۶ فوریه ۱۹۲۷ – ۲۴ فوریهٔ ۲۰۰۵) بازیکن فوتبال اهل لهستان بود.
از باشگاه‌هایی که در آن بازی کرده‌است می‌توان به باشگاه فوتبال متز، باشگاه فوتبال نانت، و باشگاه فوتبال والنسین اشاره کرد.
وی همچنین در تیم ملی فوتبال فرانسه بازی کرده‌است.